# 알아디야트
수라 알아디야트(아랍어: سورة العاديات ‘재산을 위한 경쟁’[*], Al-`Ādiyāt)는 꾸란의 100번째 수라이다.

## 수라의 내용
이 수라의 내용에서는 질주하는 말, 불꽃을 튀기는 말, 새벽에 공격하는 말이 등장하고, 먼지를 일으키며 적 깊숙이 돌진하는 말에 맹세하는 구절, 인간의 신에 대한 불만과 잘못을 지적하고 나중에는 주님의 아심으로 밝혀지는 것이 있다는 내용의 100:1~100:11 구절까지로 구성되어 있다.
| 이 전 - | 수라 100 (아랍어 원문) | 다 음 알카리아 |
| 1 2 3 4 5 6 7 8 9 10 11 12 13 14 15 16 17 18 19 20 21 22 23 24 25 26 27 28 29 30 31 32 33 34 35 36 37 38 39 40 41 42 43 44 45 46 47 48 49 50 51 52 53 54 55 56 57 58 59 60 61 62 63 64 65 66 67 68 69 70 71 72 73 74 75 76 77 78 79 80 81 82 83 84 85 86 87 88 89 90 91 92 93 94 95 96 97 98 99 100 101 102 103 104 105 106 107 108 109 110 111 112 113 114 |                        |                |